# Schlacht bei Fossalta
In der Schlacht bei Fossalta wurden  am 26. Mai 1249 die kaiserlichen Truppen unter dem Kommando von König Enzio von Sardinien von den Milizen Bolognas, angeführt von ihrem Stadtvogt Filippo Ugoni und ihrem Bischof Ottaviano Ubaldini geschlagen. Fossalta ist heute ein Stadtteil von Modena.

## Hintergrund
Die Schlacht stand im Zusammenhang mit dem Anspruchs Kaiser Friedrichs II., die im Lombardenbund vereinigten norditalienischen Kommunen unter seine Kontrolle zu bringen. 1236 erklärte er den Kommunen den Krieg, da sie ihren Bund nicht wie von Friedrich gefordert auflösen wollten. 1237 unterlag der Lombardenbund dem Kaiser in der Schlacht von Cortenuova, dem es jedoch trotz des Sieges nicht gelang, Mailand und einige andere Städte definitiv zu bezwingen.

## Belagerung von Parma
Weiter verschärft wurde der Konflikt durch den Gegensatz zwischen dem Kaiser und dem Papst um die Vorherrschaft in Italien, das in kaisertreue Ghibellinen und papstfreundliche Guelfen gespalten war. Als 1247 die Guelfen in der bis dato ghibellinisch beherrschten Stadt Parma die Oberhand gewannen, belagerte Kaiser Friedrich die Stadt monatelang. Am 18. Februar 1248 brachen die belagerten Guelfen aus Parma aus und stürmten Friedrichs Lager. 2.000 kaiserliche Soldaten kamen dabei ums Leben, 3.000 gerieten in Gefangenschaft, der Rest floh mit Friedrich nach Cremona. Friedrichs Machtposition in Norditalien war durch diese Niederlage gebrochen. In der Romagna übernahmen in der Folge die Guelfen unter Kardinal Ubaldini die Herrschaft.

## Schlacht bei Fossalta
Im Frühjahr 1249 marschierte Ubaldini mit bolognesischen Truppen nach Modena, um ghibellinische Truppen am Panaro zu stellen. Ugoni und Ubaldini verfügten über 4.000 Reiter und 3.000 Fußsoldaten. Den Modenesern kam Enzio von Sardinien zu Hilfe, der über 15.000 deutsche und ghibellinische Soldaten führte. In Fossalta bei Modena trafen die beiden Heere aufeinander, ohne sich jedoch auf einen Kampf einzulassen. Nachdem Ugoni und Ubaldini 2.000 zusätzliche Soldaten aus Bologna erhalten hatten, griffen sie am frühen Morgen des 26. Mai 1249 die Kaiserlichen an. Einer nicht unmittelbar geglückten bolognesischen Umfassung widerstanden die kaiserlichen Truppen bis zum Abend, dann brach ihr Widerstand jedoch zusammen. Während der nächtlichen Verfolgung gerieten zahlreiche kaiserliche Truppen in der durch zahlreiche Kanäle zerschnittenen Umgebung in Gefangenschaft, darunter auch Enzio, dessen Pferd man schon während der Schlacht getötet hatte.

## Ende der Staufer-Herrschaft
Obwohl der Kaiser die sofortige Freilassung seines Sohnes forderte, sperrte Bologna ihn lebenslang ein. Friedrich II. starb 1250. Sein Enkel Konradin von Hohenstaufen versuchte bis 1268 die staufische Herrschaft in Italien zu festigen, scheiterte in der Schlacht bei Tagliacozzo und wurde hingerichtet. Mit Konradin als letztem legitimen männlichem Erben starb auch das Kaiserhaus der Staufer aus.